# Philadelphia Tapers
I Philadelphia Tapers sono stati una franchigia di pallacanestro della American Basketball League (ABL), con sede a Filadelfia.
Nati a New York come New York Tapers, nel 1960 si trasferirono a Washington, dove rimasero per pochi mesi, ritornando brevemente, e nuovamente a New York, trasferendosi infine a Filadelfia.

## Stagioni
| Stagione | Lega | Denominazione              | V  | P  | %    | Piazzamento | Play-off   |
| -------- | ---- | -------------------------- | -- | -- | ---- | ----------- | ---------- |
| 1961-62  | ABL  | Washington/New York Tapers | 14 | 28 | 33,3 | 5º          | Semifinale |
| 1962-63  | ABL  | Philadelphia Tapers        | 10 | 18 | 35,7 | 5º          | -          |